# بخش ویلینگ (شهرستان گرنزی، اوهایو)
بخش ویلینگ (به انگلیسی: Wheeling Township) یک منطقهٔ مسکونی در ایالات متحده آمریکا است که در شهرستان گرنزی، اوهایو واقع شده‌است.
 بخش ویلینگ ۸۳٫۵ کیلومتر مربع مساحت و ۶۸۶ نفر جمعیت دارد و ۲۵۷ متر بالاتر از سطح دریا واقع شده‌است.